# Beybienkoana parvula
Beybienkoana parvula är en insektsart som beskrevs av Shi, F-m. och Haoyu Liu 2007. Beybienkoana parvula ingår i släktet Beybienkoana och familjen syrsor. Inga underarter finns listade i Catalogue of Life.